# Victor Socaciu
Victor Socaciu (n. 14 ianuarie 1953, Orașul Stalin, România – d. 27 decembrie 2021, București, România) a fost un autor român de muzică folk, realizator de emisiuni de televiziune, parlamentar și diplomat.

## Biografie

### Familia
Tatăl său era muncitor la uzinele Steagul Roșu din Brașov, mama sa țesătoare la Partizanul Roșu este unicul copil al familiei. Amândoi părinții aveau legături cu muzica, tatăl fusese toboșar când era tânăr într-o formație la o casă de cultură muncitorească, iar mama a fost coristă într-un ansamblu foarte mare. Tatăl său dorea să-l vadă fotbalist; mama voia doar să-l vadă fericit.

### Copilăria
Debutul artistic îl face la început pe scena școlii. Acolo avea un grup muzical, Zodiac și cânta piese din repertoriul unor trupe la modă la vremea aceea. Era chitarist, solist vocal și șef al trupei. A urmat cursurile de chitară clasică la Școala populară de artă, clasa profesorului Martinescu, celebru la vremea aceea în Brașov și le-a terminat după doi ani de studiu. În facultate trupa s-a destrămat, deoarece membrii săi au plecat în diferite colțuri ale țării.

### Viața personală
A fost căsătorit de patru ori. A fost căsătorit cu Doina Boeriu, Cornelia Pavlovici, Marina Almășan, Brândușa Simion. Cu Doina Boeriu are o fiică, Iulia-Ana Socaciu și cu Marina Almasan are un fiu, Victor Socaciu, care poartă numele artistului. Victor Socaciu a recunoscut încă o fiică, Ana-Maria Socaciu, dintr-o relație cu o doamnă din Sibiu.

### Moartea
A murit în ultima zi de Crăciun a anului 2021 în București, la vârsta de 68 de ani și a fost înmormântat la Cornu de Jos.

## Studii
- 1969 - Timp de 2 ani urmează cursuri de chitară clasică la Școala Populară de Artă - Brașov, la clasa prof. Teodor Martinescu.
- 1978 - Absolvent al Facultății de Electromecanică - inginer [6][7][8][9]

## Cariera artistică

### Cronologie
- 1970 - Debutează pe scenă cu trupa rock Zodiac.
- 1973 - Activează în cadrul Cenaclului Dacia Felix din Centrul Universitar Brașov iar primele sale cântece folk („Trenul”, „Ținta”, „Între bine și rău”, „Sub scutul amurgulu”) cântând în mediul studențesc
- 1974 - Debutează în Cenaclul Flacăra pe scena Teatrului Național cu piesa „Ținta ”
- 1975 - Debut radio cu piesa „Nălucile amintirilor”
- 1976 - Debut TV cu piesa „Oltule”
- 1983 - 1985

1. Membru al Cenaclului „Serbările Scânteii Tineretului”
2. Semnează muzica spectacolelor „Tinerețe fără bătrânețe” de Eduard Covali - Teatrul Dramatic Brașov și „Caii liberi” - Teatrul Dramatic Târgu Mureș

- 1987 - 1989 Semnează coloana sonoră a spectacolului de muzică și poezie „Muntele dragostei” (alături de Leopoldina Bălănuță) la Teatrul „Ion Creangă” din București
- 1991 Producător al Festivalului Național - Concurs de muzică folk „Om Bun”
- 1991 Producător al Festivalului Național - Concurs „Cântecul de dragoste” în parteneriat cu Ministerul Culturii și Cultelor, Televiziunea Română și Radio România Actualități
- 1997-1999

1. Realizator a emisiunii săptămânale „Vănare de vânt” pentru TVR
2. Producător al emisiunii „Insula Copiilor” - la Național TV

Semnează genericele mai multor emisiuni radio și televiziune printre care:   „Omul chitară ”,  „Oameni de zăpadă ”,  „Ceaiul de la ora 5 ”,  „Insomniile Corinei ”,  „Cazuri și necazuri în dragoste ”,  „Vânare de vânt ”,  „Arca Marinei ”,  „Personalul de Costinești ”,  „Bun de tipar ”, „Tunelul timpului ”, „Mulțumesc ”, Ora fără catalog ”, „Ne vedem la TVR”, „E ora ta” 

### Prezențe la festivalul de la Mamaia
- 1989 - Secțiunea Creație cu piesa „Libertate”
- 1990 - Recital hors-concours
- 1997 - Secțiunea Creație cu piesa  „Ochii iubirii”
- 1998 - Secțiunea Creație cu piesa  „Vin și eu”
- 1999 - Secțiunea Creație cu piesa  „Cămașa cea de ra”
- 2000 - Secțiunea Creație cu piesa  „Ochii tăi” [6][8][9]

### Turnee
China - 1986, Coreea - 1986, URSS - 1984, Germania - 1985, 1999, 2002 și 2003, Republica Moldova - 1990, 1993, 1996 și 2001, Canada - 1999 și 2001, SUA - 1996, 1999 și 2002, Suedia - 1996, Danemarca 2004, Anglia 2004-2005, Irlanda - 2004, Italia - 2005, Emiratele Arabe Unite - 2005 

### Cenaclul Flacăra
În cadrul Cenaclului Flacăra a colaborat cu toți membri săi Adrian Ivanițchi, Alexandru Zărnescu, Adriana Ausch, Anca Heroiu, Anda Călugăreanu, Andrei Păunescu, Arpad Domokoș, Aura Sipică, Carmen Antal, Cătălin Condurache, Constantin Dragomir, Costas Caracostas, Daniel Avram, Dinu Olărașu, Doru Gheajă, Doru Stănculescu, Ducu Bertzi, Emeric Imre, Emilian Onciu, Erzsébet Ádám, Evandro Rosetti, Fabry Aladar, Florian Pittiș, Florentin Budea, Florin Chilian, Frații Chiriac, Furdui Iancu, George Nicolescu, Gil Ioniță, Ioan Alexandru, Ion Hagiu, Ion Zubașcu, Iulia Iosipescu, Loredana Groza, Majay Gyozo, Magda Puskas, Marcela Saftiuc, Maria Nagy, Marin Pihuleac, Mihaela Popescu, Mihai Napu, Mihail Stan, Mircea Baniciu, Mircea Bodolan, Mircea Florian, Mircea Vintilă, Nicu Alifantis, Octavian Bud, Ovidiu Haidu, Radu Beligan, Radu Gheorghe, Radu Pietreanu , Raul Cârstea, Ștefan Hrușcă, Tatiana Stepa, Tudor Gheorghe, Valeriu Penișoară, Valeriu Sterian, Vali Șerban, Vasile Șeicaru, Vasile Mardare, Vanghele Gogu, Walter Ghicolescu, Zoia Alecu, Cezar Petrovici.
A părăsit  Cenaclul în 1982 pentru a-și dezvolta propria carieră profesională.
Semnează peste 300 de cântece declarate la UCMR - ADA.

## Functii deținute
- 2002 - Membru al Uniunii Compozitorilor și Muzicologilor din România
- 2005 - Vicepreședinte al Departamentului pentru Cultură al PSD.
- 2007 - Membru supleant al Consiliului de Administrație al Societății Române De Radiodifuziune.
- 2002 - 2006 Membru al Consiliului de Administrație al TVR
- 2008 - 2012 Deputat în Parlamentul României
- 2008 - 2012 Vicepreședinte al Comisiei de Cultură, Arte, Mijloace de Informare în masă a Camerei Deputaților
- 2008 - Membru în Comisia UNESCO a Parlamentului României
- 1989 - Membru în Comisia pentru Problemele Revoluționarilor din Decembrie a Parlamentului României
- 2014 - Consul General al României la Montreal [6][7][8][9]

## Discografie
1. 1981 - Roata (LP)
2. 1983 - Căruța cu flori (LP)
3. 1987 - Viața, iubirea cea dintâi (LP/MC)
4. 1997 - Cântecele Ceaiului de la ora 5 (CD)
5. 1998 - Lângă inima îmi stai (CD)
6. 2000 - Cântece naționale (CD/MC)
7. 2001 - Condiția umană (CD/MC)
8. 2002 - Mama lor (CD/MC)
9. 2006 - Lasă-mi vara... (CD)
10. 2008 - În fiecare zi (CD)
11. 2010 - Iedera (CD)
12. 2014 - Îmbrățișarea (CD)
13. 2017 - 1+9 (CD)[10]

### Discuri single
- 1989 - Colindul mâinilor (single)
- 1994 - Ceaiul de la ora 5 (single)

### Compilații
- 1995 - Ceasul iubirii (Best Of) (CD)
- 1999 - Best of Victor Socaciu (CD/MC)
- 2003 - Best of - 30 (CD/MC)
- 2005 - Folk Collection - Omul cu o chitară (CD)
- 2018 - The Very Best of (CD)

### Albume video
- 2008 - Folk You 2007 ‎(DVD-V, PAL)
- 2009 - Timpul chitarelor ‎(DVD-V, PAL)[11]

### Colaborări
- 1985 - Angela Ciochină (LP) muzica de pe albumul Angelei Ciochină[12]
- 2002 - Pur și simplu - muzica și textele discului realizat și editat de surorile Șuș (CD/MC)
- 2003 - Anotimpul nesfârșit - muzica și textele discului realizat și editat de surorile Șuș (CD/MC)[13]

## Premii și distincții
- Laureat Cântarea României - 1976 - 1982
- Laureat al Festivalului Național al Artei Studențesti (Premiul I - secțiunea Folk) - 1974
- Laureat al Festivalului Studențesc de Muzica Folk Primăvara Baladelor - București - 1975
- Marele Premiu al Cenaclului Flacăra 1979, '80, '81
- Marele Premiu al Serbărilor Scânteii Tineretului 1983
- Premiul al II-lea (creație) la Festivalul Internațional Garoafa roșie - Soci, 1984
- Premiul special al Televiziunii Soci la Festivalul Internațional Garoafa roșie - Soci, 1984
- Laureat al Festivalului internațional Rotte Lieder - 1985
- Premiul Criticii Muzicale din România - 1997
- Premiul Radiodifuziunii Române pe anul 1998 pentru muzică folk
- Premiul Limba noastră acordat de Asociația Culturală Ginta Latină din Chișinău - 1999
- Premiul pentru întreaga activitate acordat de revista Actualitatea muzicală - 2000
- Premii de excelență în muzica folk acordate de organizatorii festivalurilor de la Chișinău - 1996, Slobozia - 1996, Tg. Jiu - 1997, Iasi - 1998, Radio Cluj - 1998, Reghin - 1999, Caracal - 2000, Călărași - 2001, Bistrița - 2001
- Premiul Radiodifuziunii Române pentru Cel mai bun album folk al anului 2001 - Condiția umană
- Premiul Radiodifuziunii Române pentru Cel mai bun interpret folk al anului 2001
- Premiul de onoare pentru întreaga activitate în slujba cântecului românesc oferit de Ministerul Culturii - 2002
- Președintele României Ion Iliescu i-a conferit lui Victor Socaciu la 10 decembrie 2004 Ordinul Meritul Cultural în grad de Cavaler, Categoria B - "Muzică", „pentru contribuțiile deosebite în activitatea artistică și culturală din țara noastră, pentru promovarea civilizației și istoriei românești”.[6][7][8][9][14]